# Ivan Keravin
O. Ivan od Gospe Karmelske (Keravin), OCD (rođen kao Ivan Keravin; Monoštor, 9. listopada 1917. – Zagreb, 9. listopada 1992.) bio je hrvatski vjerski pisac i prevoditelj iz redova karmelićana. Poznavao je klasične jezike: latinski, grčki i hebrejski. Tečno je govorio engleski, francuski i talijanski.

## Životopis

### Mladost i obrazovanje
Rodio se 1917. u bačkom selu Monoštoru u hrvatskoj obitelji od oca Adama i majke Marije rođene Korpić. U Monoštoru je završio pučku školu. Nakon toga otišao je u Dječačko sjemenište u Somboru. Tu je stupio u kontakt s karmelićanima. Stanovao je u karmelićanskom samostanu. Poslije je pohađao gimnaziju u Somboru u kojoj je maturirao.
Otišao je u Poljsku u Czernu kod Krakova. Ondje je prošao novicijat. 1937. je godine položio prve zavjete. Potom ga životni put nosi na Bliski Istok. Studirao je filozofiju i teologiju u britanskom mandatnom području na Gori Karmelu, danas u Izraelu. Ratne 1942. zaredio se za svećenika u Jeruzalemu.

### Pastoralni i kulturni rad
Ostao je na Gori Karmelu. Ondje je bio učitelj bogoslovima, samostanski vikar samostana te poglavar jeruzalemskog samostana sve do 1955. godine. 
Nakon boravka u Svetoj Zemlji, vratio se u rodni kraj. U somborskom je sjemeništu bio dušobrižnik i odgojitelj. Prvi je karmelićanin koji je pošao osnovati karmelićanski samostan u Hrvatskoj. Bilo je to 1958. godine. Prva kuća bila je u Hrvatskom Leskovcu kraj Zagreba, kod karmelićanki Božanskog Srca Isusova. Sljedeće je godine Zagrebačka biskupija karmelićanima dala stari pavlinski samostan i župu Remete. Ivan od Gospe Karmelske je bio prefektom sjemeništa i učiteljem prvih bogoslova. Kao učitelj važio je kao strog, tražio je točnost, učenje, držanje stege u molitvenom životu i radu unutar redovničkih prostora i u međusobnim odnosima učenika. 
1963. godine postao je župnikom u Remetama. Duhovničku je dužnost obnašao sve do 1969. godine. Preko ljeta putovao je diljem Hrvatske i BiH, propovijedajući i animirajući mladež za karmelićanski red. Vrlo se angažirao na širenju reda, borio se za svako novo zvanje, nesebično pomagao novacima.
Iz karmelićanskog samostana u Somboru prvi je pošao sa sjemeništarcima i bogoslovima u Remete. 1. listopada 1975., na blagdan Male Terezje otišao je u Split na Kamen, s o. Jakovom Mamićem i br. Andrijom Vargom. Smjestili su se u privatnom stanu na Šinama. U Splitu je u novom samostanu bio prvi poglavar i župnik župe novog samostana. Na proljeće 1978. nakratko je opet u Somboru, gdje obnaša dužnost priora. Uskoro se opet vratio u Split u novi samostan. U južnoj je Hrvatskoj mnogo pridonio promicanju karmelićanske duhovnosti i zvanja. 
Izabran je i na dužnost provincijala, što mu je dalo pravo sudjelovati u izboru novoga Generala reda u Rimu. 
Zadnje je godine života proveo u samostanu u Remetama. Umro je na svoj rođendan 1992. godine. Pokopan je u karmelićansku grobnicu u Remetama. 

## Djela
Napisao je mnogo članaka. Preveo je mnogo djela s talijanskog (kardinal Anastasio Ballestrero), francuskog (Sveta Terezija iz Lisieuxa, François de Sainte-Marie, Henri Grialou, Victor Sion, Marie-Eugène de l'Enfant-Jésus, Conrad De Meester, Maurice Bellière, Adolf Roulland, Mala Terezija) na hrvatski jezik. Knjige su objavili Kršćanska sadašnjost, palotinci, Glas Koncila i dr. Prijevodi su mu izašli u katoličkim glasilima Radosnoj vijesti, Vrelu života, Glasu Koncila i drugim. 
Zadnje je godine svog života objavio pregledni članak u Subotičkoj Danici o hrvatskom književniku iz njegovog kraja Stipi Bešlinu.
Pisao je i za časopis Mariju.